# Giro de l'Emília
El Giro de l'Emília (en italià Giro dell'Emilia) és una competició ciclista d'un sol dia que es disputa anualment a la regió italiana de l'Emília durant el mes d'octubre. El 2005, la cursa va passar a formar part de les UCI ProSeries, amb una categoria 1.HC i des de 2020 és una de les proves de l'UCI Europa Tour.
La primera edició es disputà el 1909, sent guanyada per l'italià Eberardo Pavesi. Costante Girardengo, amb cinc victòries, és el ciclista que més vegades l'ha guanyat.

## Palmarès
| Any                                                           | Vencedor                     | Segon                   | Tercer                        |
| ------------------------------------------------------------- | ---------------------------- | ----------------------- | ----------------------------- |
| 1909                                                          | Eberardo Pavesi              | Giuseppe Brambilla      | Luigi Ganna                   |
| 1910                                                          | Luigi Ganna                  | Pierino Albini          | Alfredo Sivocci               |
| 1911                                                          | Clemente Canepari            | Vincenzo Borgarello     | Carlo Durando                 |
| 1912                                                          | Ugo Agostoni                 | Giuseppe Santhià        | Costante Girardengo           |
| 1913                                                          | Alfonso Calzolari            | Ezio Corlaita           | Carlo Durando                 |
| 1914                                                          | Ezio Corlaita                | Costante Girardengo     | Carlo Durando                 |
| 1915-1916 No disputada per culpa de la Primera guerra mundial |                              |                         |                               |
| 1917                                                          | Angelo Gremo                 | Luigi Lucotti           | Costante Girardengo           |
| 1918                                                          | Costante Girardengo          | Leopoldo Torricelli     | Alfonso Calzolari             |
| 1919                                                          | Costante Girardengo          | Ezio Corlaita           | Lauro Bordin                  |
| 1920                                                          | Giovanni Brunero             | Costante Girardengo     | Emilio Petiva                 |
| 1921                                                          | Costante Girardengo          | Giovanni Brunero        | Bartolomeo Aymo               |
| 1922                                                          | Costante Girardengo          | Alfredo Sivocci         | Ugo Agostoni                  |
| 1923                                                          | Michele Gordini              | Giuseppe Enrici         | Pasquale Di Pietro            |
| 1924                                                          | Pietro Linari                | Gaetano Belloni         | Costante Girardengo           |
| 1925                                                          | Costante Girardengo          | Alfredo Binda           | Giovanni Brunero              |
| 1926 No disputada                                             |                              |                         |                               |
| 1927                                                          | Domenico Piemontesi          | Alfredo Binda           | Allegro Grandi                |
| 1928                                                          | Alfonso Piccin               | Pietro Fossati          | Michele Mara                  |
| 1929                                                          | Allegro Grandi               | Adolfo Bordoni          | Felice Gremo                  |
| 1930                                                          | Mario Bonetti                | Camillo Erba            | Attilio Pavesi                |
| 1931                                                          | Glauco Servadei              | Giovanni Tulipati       | Renato Scorticati             |
| 1932-1933 No disputades                                       |                              |                         |                               |
| 1934                                                          | Marco Cimatti                | Romeo Rossi             | Mario Simoni                  |
| 1935                                                          | Aldo Bini                    | Eugenio Gestri          | Ruggero Balli                 |
| 1936                                                          | Giuseppe Olmo                | Olimpio Bizzi           | Pietro Rimoldi                |
| 1937                                                          | Cesare Del Cancia            | Adriano Vignoli         | Giovanni Gotti                |
| 1938                                                          | Corrado Ardizzoni            | Bianco Bianchi          | Renzo Silvestri               |
| 1939                                                          | Serafino Biagioni            | Doro Morigi             | Giovanni Brotto               |
| 1940                                                          | Osvaldo Bailo                | Mario Ricci             | Pietro Rimoldi                |
| 1941                                                          | Fausto Coppi                 | Enrico Mollo            | Gino Bartali                  |
| 1942                                                          | Adolfo Leoni                 | Aldo Bini               | Cino Cinelli                  |
| 1943                                                          | Nedo Logli                   | Primo Zuccotti          | Elio Bertocchi                |
| 1944-1945 No disputada per culpa de la Segona Guerra Mundial  |                              |                         |                               |
| 1946                                                          | Adolfo Leoni                 | Sergio Maggini          | Serse Coppi                   |
| 1947                                                          | Fausto Coppi                 | Gino Bartali            | Alfredo Martini               |
| 1948                                                          | Fausto Coppi                 | Vittorio Rossello       | Settimio Simonini             |
| 1949                                                          | Virgilio Salimbeni           | Sergio Pagliazzi        | Silvio Pedroni                |
| 1950                                                          | Luciano Maggini              | Enzo Nannini            | Danilo Barozzi                |
| 1951                                                          | Luciano Maggini              | Giorgio Albani          | Sergio Pagliazzi              |
| 1952                                                          | Gino Bartali                 | Giuseppe Minardi        | Fausto Coppi                  |
| 1953                                                          | Gino Bartali                 | Giancarlo Astrua        | Lido Sartini                  |
| 1954                                                          | Nino Defilippis              | Rino Benedetti          | Michele Gismondi              |
| 1955                                                          | Nino Defilippis              | Bruno Monti             | Eugenio Bertoglio             |
| 1956                                                          | Bruno Monti                  | Adolfo Grosso           | Rino Benedetti                |
| 1957                                                          | Bruno Monti                  | Giuseppe Fallarini      | Angelo Conterno               |
| 1958                                                          | Diego Ronchini               | Noè Conti               | Vito Favero                   |
| 1959                                                          | Ercole Baldini               | Alessandro Fantini      | Walter Martin                 |
| 1960                                                          | Pierino Baffi                | Diego Ronchini          | Carlo Brugnami                |
| 1961                                                          | Diego Ronchini               | Giorgio Zancanaro       | Franco Balmamion              |
| 1962                                                          | Bruno Mealli                 | Walter Martin           | Antonio Suárez Vázquez        |
| 1963                                                          | Italo Zilioli                | Silvano Ciampi          | Giovanni Bettinelli           |
| 1964 No disputada                                             |                              |                         |                               |
| 1965                                                          | Michele Dancelli             | Adriano Durante         | Franco Bitossi                |
| 1966                                                          | Carmine Preziosi             | Italo Mazzacurati       | Luigi Zuccotti                |
| 1967                                                          | Michele Dancelli             | Guido De Rosso          | Franco Bitossi                |
| 1968                                                          | Gianni Motta                 | Giancarlo Polidori      | Claudio Michelotto            |
| 1969                                                          | Gianni Motta                 | Franco Bitossi          | Felice Gimondi                |
| 1970                                                          | Franco Bitossi               | Italo Zilioli           | Michele Dancelli              |
| 1971                                                          | Gianni Motta                 | Ole Ritter              | Giancarlo Polidori            |
| 1972                                                          | Eddy Merckx                  | Santiago Lazcano Labaca | Felice Gimondi                |
| 1973                                                          | Franco Bitossi               | Marcello Bergamo        | Miguel María Lasa             |
| 1974                                                          | Francesco Moser              | Roger De Vlaeminck      | Constantino Conti             |
| 1975                                                          | Enrico Paolini               | Felice Gimondi          | Alfredo Chinetti              |
| 1976                                                          | Roger De Vlaeminck           | Italo Zilioli           | Glauco Santoni                |
| 1977                                                          | Mario Beccia                 | Bernt Johansson         | Phil Edwards                  |
| 1978                                                          | Bernt Johansson              | Wladimiro Panizza       | Alfio Vandi                   |
| 1979                                                          | Francesco Moser              | Pierino Gavazzi         | Silvano Contini               |
| 1980                                                          | Gianbattista Baronchelli     | Wladimiro Panizza       | Jørgen Marcussen              |
| 1981                                                          | Pierino Gavazzi              | Francesco Moser         | Silvano Contini               |
| 1982                                                          | Pierino Gavazzi              | Silvano Contini         | Emanuele Bombini              |
| 1983                                                          | Cesare Cipollini             | Daniele Caroli          | Dag Erik Pedersen             |
| 1984                                                          | Ezio Moroni                  | Michael Wilson          | Roberto Ceruti                |
| 1985                                                          | Acácio da Silva Mora         | Claudio Corti           | Marino Lejarreta Arrizabalaga |
| 1986                                                          | Hubert Seiz                  | Dag Erik Pedersen       | Pierino Gavazzi               |
| 1987                                                          | Jean-François Bernard        | Moreno Argentin         | Jiří Škoda                    |
| 1988                                                          | Tony Rominger                | Maurizio Fondriest      | Rolf Sørensen                 |
| 1989                                                          | Dmitri Konyschew             | Maurizio Fondriest      | Mauro Gianetti                |
| 1990                                                          | Davide Cassani               | Gilles Delion           | Yvon Madiot                   |
| 1991                                                          | Davide Cassani               | Ivan Gotti              | Charly Mottet                 |
| 1992                                                          | Gianni Bugno                 | Davide Cassani          | Stephen Hodge                 |
| 1993                                                          | Maurizio Fondriest           | Pascal Richard          | Claudio Chiappucci            |
| 1994                                                          | Francesco Casagrande         | Maurizio Fondriest      | Davide Cassani                |
| 1995                                                          | Davide Cassani               | Massimo Donati          | Alessio Di Basco              |
| 1996                                                          | Michele Bartoli              | Luc Leblanc             | Bjarne Riis                   |
| 1997                                                          | Oleksandr Gontxenkov         | Sergio Barbero          | Felice Puttini                |
| 1998                                                          | Mirko Celestino              | Massimo Donati          | Michele Bartoli               |
| 1999                                                          | Michael Boogerd              | Massimo Donati          | Marcello Siboni               |
| 2000                                                          | Gilberto Simoni              | Massimo Codol           | Mirko Celestino               |
| 2001                                                          | Jan Ullrich                  | Francesco Casagrande    | Davide Rebellin               |
| 2002                                                          | Michele Bartoli              | Ivan Basso              | Michael Rasmussen             |
| 2003                                                          | José Iván Gutiérrez Palacios | Aleksandr Kólobnev      | Davide Rebellin               |
| 2004                                                          | Ivan Basso                   | Francesco Casagrande    | Rinaldo Nocentini             |
| 2005                                                          | Gilberto Simoni              | Fränk Schleck           | Mirko Celestino               |
| 2006                                                          | Davide Rebellin              | Danilo Di Luca          | Giuseppe Di Grande            |
| 2007                                                          | Fränk Schleck                | Davide Rebellin         | Christopher Horner            |
| 2008                                                          | Danilo Di Luca               | Davide Rebellin         | Aleksandr Kólobnev            |
| 2009                                                          | Robert Gesink                | Jakob Fuglsang          | Thomas Löfkvist               |
| 2010                                                          | Robert Gesink                | Daniel Martin           | Michele Scarponi              |
| 2011                                                          | Carlos Betancur Gómez        | Bauke Mollema           | Rigoberto Urán                |
| 2012                                                          | Nairo Quintana Rojas         | Fredrik Kessiakoff      | Franco Pellizotti             |
| 2013                                                          | Diego Ulissi                 | Chris Anker Sørensen    | Davide Villella               |
| 2014                                                          | Davide Rebellin              | Ángel Madrazo Ruiz      | Franco Pellizotti             |
| 2015                                                          | Jan Bakelants                | Andrea Fedi             | Ángel Madrazo Ruiz            |
| 2016                                                          | Esteban Chaves Rubio         | Romain Bardet           | Rigoberto Urán                |
| 2017                                                          | Giovanni Visconti            | Vincenzo Nibali         | Rigoberto Urán                |
| 2018                                                          | Alessandro De Marchi         | Rigoberto Urán          | Dylan Teuns                   |
| 2019                                                          | Primož Roglič                | Michael Woods           | Sergio Higuita García         |
| 2020                                                          | Aleksandr Vlàssov            | João Almeida            | Diego Ulissi                  |
| 2021                                                          | Primož Roglič                | João Almeida            | Michael Woods                 |
| 2022                                                          | Enric Mas Nicolau            | Tadej Pogačar           | Domenico Pozzovivo            |
| 2023                                                          | Primož Roglič                | Tadej Pogačar           | Simon Yates                   |
| 2024                                                          | Tadej Pogačar                | Thomas Pidcock          | Davide Piganzoli              |